# 2012–2013-as holland labdarúgókupa
Ez a holland labdarúgókupa 95. szezonja volt. Ezt a sorozatot is a Holland labdarúgó-szövetség rendezte meg.
Összesen 7 fordulóból állt az idei kupasorozat is. Idén is minden fordulóban a csapatok egymás ellen csupán egy mérkőzést játszottak le. Az első fordulóban az első és másodosztályú csapatok nem vettek részt. Ezen csapatok csupán a második fordulóban csatlakoztak a többiekhez. Az első fordulót augusztus 22-én rendezték meg, a döntőt pedig május 9-én játszották le a rotterdami De Kuip stadionban. A legtovább eljutó nem elsőosztályú csapat az FC Den Bosch csapata volt idén, akik a negyeddöntőben estek ki.
A címvédő PSV Eindhoven idén is eljutott a döntőbe de nem védték meg a címüket mivel vereséget szenvedtek az AZ Alkmaar csapatától, akik 4. kupagyőzelmüket szerezték meg idén. A gólkirályi címet is az AZ Alkmaar támadója, Jozy Altidore szerezte meg 8 góljával.

## Fordulók dátumai
| Fordulók         | Dátumok                          |
| ---------------- | -------------------------------- |
| Első forduló     | 2012. augusztus 21. és 22.       |
| Második forduló  | 2012. szeptember 26. és 27.      |
| Harmadik forduló | 2012. október 31. és november 1. |
| Nyolcaddöntő     | 2012. december 19. és 20.        |
| Negyeddöntő      | 2013. január 30. és 31.          |
| Elődöntő         | 2013. február 27.                |
| Döntő            | 2013. május 9.                   |

## Részt vevő csapatok
| Bajnokságok        | Csapatok         | Csapatok         | Csapatok          | Csapatok           |
| ------------------ | ---------------- | ---------------- | ----------------- | ------------------ |
| Eredivisie (1)     | ADO Den Haag     | PSV Eindhoven    | NEC Nijmegen      | FC Utrecht         |
| Eredivisie (1)     | AFC Ajax         | SC Heerenveen    | RKC Waalwijk      | VVV-Venlo          |
| Eredivisie (1)     | AZ Alkmaar       | Heracles Almelo  | Roda Kerkrade     | Vitesse            |
| Eredivisie (1)     | Feyenoord        | NAC Breda        | FC Twente         | Willem Tilburg     |
| Eredivisie (1)     | FC Groningen     | PEC Zwolle       |                   |                    |
| Eerste divisie (2) | AGOVV Apeldoorn  | FC Eindhoven     | De Graafschap     | Sparta Rotterdam   |
| Eerste divisie (2) | Almere City FC   | FC Emmen         | Helmond Sport     | Telstar            |
| Eerste divisie (2) | SC Cambuur       | Excelsior        | MVV Maastricht    | SC Veendam         |
| Eerste divisie (2) | FC Den Bosch     | Fortuna Sittard  | FC Oss            | FC Volendam        |
| Eerste divisie (2) | FC Dordrecht     | Go Ahead Eagles  |                   |                    |
| Topklasse (3)      | Achilles '29     | VV Gemert        | HSC '21           | VV Noordwijk       |
| Topklasse (3)      | ADO '20          | Excelsior '31    | IJsselmeervogels  | Rijnsburgse Boys   |
| Topklasse (3)      | AFC              | SC Genemuiden    | CVV de Jodan Boys | SVV Scheveningen   |
| Topklasse (3)      | BVV Barendrecht  | GVVV             | JVC Cuijk         | VV Sneek Wit Zwart |
| Topklasse (3)      | vv Capelle       | Haaglandia       | VV Katwijk        | SV Spakenburg      |
| Topklasse (3)      | FC Chabab        | HBS Craeyenhout  | Kozakken Boys     | De Treffers        |
| Topklasse (3)      | DETO Twenterand  | HHC Hardenberg   | FC Lienden        | VVSB               |
| Topklasse (3)      | EVV              | HVV Hollandia    | FC Lisse          | WKE Emmen          |
| Hoofdklasse (4)    | MVV Alcides      | RKSV Groene Ster | ONS Sneek         | VV UNA             |
| Hoofdklasse (4)    | SV Argon         | VV Hoogeveen     | RKHVV             | VVOG               |
| Hoofdklasse (4)    | DVS '33          | VV Kloetinge     | RVVH              | XerxesDZB          |
| Hoofdklasse (4)    | EHC              | RKSV Leonidas    | Sparta Nijkerk    | VV de Zouaven      |
| Hoofdklasse (4)    | SC Feyenoord am. | VV Montfoort     | VV Staphorst      |                    |
| Tweede Klasse (6)  | DESO             | VV Internos      | NVC               | GVV Unitas         |
| Derde Klasse (7)   | VV Sittard       |                  |                   |                    |

| Szín | Eredmény         |
| ---- | ---------------- |
|      | Győztes          |
|      | Ezüstérmes       |
|      | Elődöntő         |
|      | Negyeddöntő      |
|      | Nyolcaddöntő     |
|      | Harmadik forduló |
|      | Második forduló  |
|      | Első forduló     |

## Első forduló
Ebben a fordulóban 56 amatőr klubcsapat küzdött meg egymás ellen, hogy bekerüljenek a következő fordulóba.
| 1. csapat            | Eredmény            | 2. csapat            |
| -------------------- | ------------------- | -------------------- |
| IJsselmeervogels (3) | 6−2                 | Argon (4)            |
| Excelsior '31 (3)    | 2−3 (h.u.)          | FC Lienden (3)       |
| Rijnsburgse Boys (3) | 2−1                 | HSC '21 (3)          |
| VV Kloetinge (4)     | 3−1                 | EVV (3)              |
| VV de Zouaven (4)    | 3−2                 | DETO Twenterand (3)  |
| HBS Craeyenhout (3)  | 3−2                 | HHC Hardenberg (3)   |
| Capelle (3)          | 3−0                 | GVV Unitas (6)       |
| VV Noordwijk (3)     | 4−1                 | VV Sittard (7)       |
| VV Hoogeveen (4)     | 1−3                 | DESO (6)             |
| VV UNA (4)           | 3−4 (h.u.)          | SVV Scheveningen (3) |
| Chabab (3)           | 1−2                 | RVVH (4)             |
| VV Staphorst (4)     | 5−1                 | Haaglandia (3)       |
| Sparta Nijkerk (4)   | 3−1                 | WKE Emmen (3)        |
| Kozakken Boys (3)    | 5−0                 | Alcides (4)          |
| SV Spakenburg (3)    | 0−4                 | Achilles '29 (3)     |
| De Treffers (3)      | 1−1 (h.u.) (5−6 b.) | Montfoort (4)        |
| SWZ Sneek (3)        | 1−1 (h.u.) (6−5 b.) | Jodan Boys (3)       |
| JVC Cuijk (3)        | 3−3 (h.u.) (5−4 b.) | BVV Barendrecht (3)  |
| XerxesDZB (4)        | 3−0                 | NVC (6)              |
| DVS '33 (4)          | 0−1                 | AFC (3)              |
| Lisse (3)            | 4−2 (h.u.)          | RKHVV (4)            |
| Gemert (3)           | 2−1                 | VVSB (3)             |
| SC Feyenoord am. (4) | 0−2 (h.u.)          | HVV Hollandia (3)    |
| ADO '20 (3)          | 3−2 (h.u.)          | Katwijk (3)          |
| GVVV (3)             | 4−0                 | RKSV Groene Ster (4) |
| VVOG (4)             | 3−3 (h.u.) (4−2 b.) | RKSV Leonidas (4)    |
| VV Internos (6)      | 0−5                 | ONS Sneek (4)        |
| EHC (4)              | 4−1                 | Genemuiden (3)       |

## Második forduló
Az első fordulóból továbbjutott 18 amatőr klubhoz ebben a fordulóban csatlakozott a 18 Eredivisie-beli és a 18 Eerste Divisie-beli klub.
| 1. csapat            | Eredmény            | 2. csapat           |
| -------------------- | ------------------- | ------------------- |
| SVV Scheveningen (3) | 2−1 (h.u.)          | FC Oss (2)          |
| AFC (3)              | 0−1 (h.u.)          | FC Den Bosch (2)    |
| Go Ahead Eagles (2)  | 4−4 (h.u.) (4-3 b.) | VVV-Venlo (1)       |
| Sparta Rotterdam (2) | 3–2                 | AGOVV Apeldoorn (2) |
| Sparta Nijkerk (4)   | 2−3                 | De Graafschap (2)   |
| JVC Cuijk (3)        | 2−4 (h.u.)          | FC Eindhoven (2)    |
| HVV Hollandia (3)    | 1−0                 | Fortuna Sittard (2) |
| VV Staphorst (4)     | 2−0                 | Montfoort (4)       |
| ADO '20 (3)          | 4−1                 | Almere City FC (2)  |
| VVOG (4)             | 0−0 (h.u.) (4−5 b.) | FC Emmen (2)        |
| Lisse (3)            | 0−5                 | RKC Waalwijk (1)    |
| ONS Sneek (4)        | 1−1 (h.u.) (5−4 b.) | SBV Excelsior (2)   |
| Roda JC (1)          | 0−1 (h.u.)          | PEC Zwolle (1)      |
| RVVH (4)             | 0−1                 | Twente Enschede (1) |
| Rijnsburgse Boys (3) | 1−0                 | FC Volendam (2)     |
| VV Kloetinge (4)     | 0−4                 | Telstar (2)         |
| DESO (6)             | 1−5                 | SC Cambuur (2)      |
| NEC Nijmegen (1)     | 2−3 (h.u.)          | Feyenoord (1)       |
| VV Gemert (3)        | 0−3                 | Vitesse Arnhem (1)  |
| Kozakken Boys (3)    | 0−4                 | SC Heerenveen (1)   |
| SWZ Sneek (3)        | 2−1 (h.u.)          | VV Noordwijk (3)    |
| Willem Tilburg (1)   | 0−2                 | FC Dordrecht (2)    |
| IJsselmeervogels (3) | 0−2                 | ADO Den Haag (1)    |
| XerxesDZB (3)        | 3−3 (h.u.) (6−5 b.) | Helmond Sport (2)   |
| GVVV (3)             | 1−2                 | FC Groningen (1)    |
| FC Lienden (3)       | 0−4                 | Heracles Almelo (1) |
| MVV Maastricht (2)   | 1−3                 | NAC Breda (1)       |
| Capelle (3)          | 3−4 (h.u.)          | HBS Craeyenhout (3) |
| FC Utrecht (1)       | 0−3                 | AFC Ajax (1)        |
| Achilles '29 (3)     | 2−3                 | PSV Eindhoven (1)   |
| VV de Zouaven (4)    | 0−1                 | EHC (4)             |
| AZ Alkmaar (1)       | 4−1                 | SC Veendam (2)      |

## Harmadik forduló
Az előző fordulóból 10 amatőr csapat jutott tovább. Így a 13 Eredivisie-beli és a 9 Eerste divisie-beli csapat mellett ők vannak még versenyben
| 1. csapat            | Eredmény            | 2. csapat            |
| -------------------- | ------------------- | -------------------- |
| Twente Enschede (1)  | 1–2                 | FC Den Bosch (2)     |
| Vitesse Arnhem (1)   | 4–0                 | VV Staphorst (4)     |
| SWZ Sneek (3)        | 1–4                 | AZ Alkmaar (1)       |
| XerxesDZB (4)        | 0–4                 | Feyenoord (1)        |
| ONS Sneek (4)        | 0–2                 | AFC Ajax (1)         |
| SC Heerenveen (1)    | 1–0                 | HVV Hollandia (3)    |
| PSV Eindhoven (1)    | 3–1                 | EHC (4)              |
| RKC Waalwijk (1)     | 2–4                 | PEC Zwolle (1)       |
| ADO '20 (3)          | 6–1                 | FC Eindhoven (2)     |
| SC Cambuur (2)       | 1–1 (h.u.) (4−3 b.) | Telstar (2)          |
| De Graafschap (2)    | 0–3                 | Go Ahead Eagles (2)  |
| FC Dordrecht (2)     | 2–1                 | SVV Scheveningen (3) |
| FC Groningen (1)     | 1–0                 | ADO Den Haag (1)     |
| Rijnsburgse Boys (3) | 0–0 (h.u.) (7−6 b.) | FC Emmen (2)         |
| Heracles Almelo (1)  | 2–0                 | Sparta Rotterdam (2) |
| NAC Breda (1)        | 1–1 (h.u.) (5−3 b.) | HBS Craeyenhout (3)  |

## Nyolcaddöntő
Az előző fordulót már csak 2 amatőr klub élte túl így a 14 profi klub mellett még ezen csapatok vannak versenyben a kupáért
| 1. csapat            | Eredmény            | 2. csapat           |
| -------------------- | ------------------- | ------------------- |
| Vitesse Arnhem (1)   | 10–1                | ADO '20 (3)         |
| FC Dordrecht (2)     | 2–4                 | AZ Alkmaar (1)      |
| FC Den Bosch (2)     | 1–0                 | SC Cambuur (2)      |
| FC Groningen (1)     | 0–3                 | AFC Ajax (1)        |
| Go Ahead Eagles (2)  | 2–3 (h.u.)          | PEC Zwolle (1)      |
| SC Heerenveen (1)    | 2–2 (h.u.) (6−7 b.) | Feyenoord (1)       |
| NAC Breda (1)        | 1–3                 | Heracles Almelo (1) |
| Rijnsburgse Boys (3) | 0–4                 | PSV Eindhoven (1)   |

## Negyeddöntő
A negyeddöntőben már csak profi klubcsapatok vettek részt. Az FC Den Bosch csapatán kívül mindegyikük az Eredivisie-ben szerepelt
A forduló mérkőzéseit január 29-én, 30-án és 31-én rendezték meg.
| 2013. január 29. 20:00 |

| FC Den Bosch (2)                 | 0 – 5               | AZ Alkmaar (1)                                                                                             |
| -------------------------------- | ------------------- | --- |
| Jelle De Bock 38′ Joey Brock 51′ | (0 - 4) Jegyzőkönyv | Viktor Elm 5' Jóhann Guðmundsson 23' Adam Maher 35' 60' Jozy Altidore 39' (11-esből) Mattias Johansson 68' |

| De Vliert, Hertogenbosch Nézőszám: 4.378 Játékvezető: Reinold Wiedemeijer |

| 2013. január 30. 18:45 |

| PEC Zwolle (1)                                                                       | 3 – 2               | Heracles Almelo (1)                                |
| ------------------------------------------------------------------------------------ | ------------------- | -------------------------------------------------- |
| Arne Slot 16' Fred Benson 44' Jesper Drost 58' Joost Broerse 87' Youness Mokhtar 89' | (2 - 1) Jegyzőkönyv | Marko Vejinović 9' Everton 65' Dario Vujičević 70' |

| IJseldelta Stadion, Zwolle Nézőszám: 7.100 Játékvezető: Ruud Bossen |

| 2013. január 30. 20:45 |

| PSV Eindhoven (1)                                                                                   | 2 – 1               | Feyenoord (1)                                              |
| --------------------------------------------------------------------------------------------------- | ------------------- | ---------------------------------------------------------- |
| Dries Mertens 20' Mark van Bommel 78' Georginio Wijnaldum 39' Kevin Strootman 60' Jetro Willems 68' | (1 - 1) Jegyzőkönyv | Graziano Pellè 29' 90' Jordy Clasie 76' Stefan de Vrij 87' |

| Philips Stadion, Eindhoven Nézőszám: 15.000 Játékvezető: Kevin Blom |

| 2013. január 31. 20:45 |

| Vitesse Arnhem (1)   | 0 – 4               | AFC Ajax (1)                                                                                          |
| -------------------- | ------------------- | --- |
| Marco van Ginkel 35' | (0 - 1) Jegyzőkönyv | Danny Hoesen 7' Lasse Schöne 59' Kolbeinn Sigþórsson 81' 86' Niklas Moisander 21' Derk Boerrigter 76' |

| Univé Stadion, Emmen Nézőszám: 2.000 Játékvezető: Richard Liesveld |

## Elődöntő
| 2013. február 27. 18:45 |

| PEC Zwolle (1) | 0–3   | PSV Eindhoven (1)                 |
| -------------- | ----- | --------------------------------- |
| Van Polen 56'  | (0–2) | Locadia 16' 34' 85' Hiljemark 65' |

| IJsseldelta Stadion, Zwolle Nézőszám: 11324 Játékvezető: Ruud Bossen |

| 2013. február 27. 20:45 |

| AFC Ajax (1) | 0–3   | AZ Alkmaar (1)                         |
| ------------ | ----- | -------------------------------------- |
| Fischer 80'  | (0–0) | Altidore 74' 90+3' Guðmundsson 88' 86' |

| Amsterdam ArenA, Amszterdam Nézőszám: 35609 Játékvezető: Kevin Blom |

## Döntő
Az idei döntőt az AZ Alkmaar és a címvédő PSV Eindhoven játszotta egymás ellen Rotterdamban. A végeredmény pedig a következő lett:
| 2013. május 9. 18:00 |

| AZ Alkmaar (1)         | 2–1   | PSV Eindhoven (1) |
| ---------------------- | ----- | ----------------- |
| Maher 12' Altidore 14' | (2–1) | Locadia 31'       |

| De Kuip, Rotterdam Nézőszám: 50.000 Játékvezető: Björn Kuipers |

| AZ:             |    |                         |         |
|                 |    |                         |         |
| GK              | 21 | Esteban                 |         |
| RB              | 3  | Dirk Marcellis          | 67'     |
| CB              | 6  | Etiënne Reijnen         |         |
| CB              | 4  | Nick Viergever          |         |
| LB              | 32 | Giliano Wijnaldum       | 54'     |
| CM              | 19 | Markus Henriksen        |         |
| CM              | 8  | Adam Maher              |         |
| CM              | 12 | Viktor Elm              |         |
| RW              | 23 | Roy Beerens             |         |
| CF              | 17 | Jozy Altidore           | 60' 88' |
| LW              | 7  | Jóhann Berg Guðmundsson | 74'     |
| Cserék:         |    |                         |         |
| DF              | 2  | Mattias Johansson       | 67'     |
| MF              | 5  | Donny Gorter            |         |
| MF              | 10 | Willie Overtoom         |         |
| GK              | 16 | Yves De Winter          |         |
| FW              | 20 | Aron Jóhannsson         | 88'     |
| FW              | 22 | Steven Berghuis         | 74'     |
| MF              | 26 | Celso Ortíz             |         |
| Edző:           |    |                         |         |
| Gertjan Verbeek |    |                         |         |

| PSV:          |    |                     |     |
|               |    |                     |     |
| GK            | 21 | Boy Waterman        |     |
| RB            | 13 | Atiba Hutchinson    |     |
| CB            | 4  | Marcelo             |     |
| CB            | 3  | Wilfred Bouma       | 79' |
| LB            | 15 | Jetro Willems       |     |
| CM            | 6  | Mark van Bommel     |     |
| CM            | 7  | Ola Toivonen        | 68' |
| CM            | 8  | Kevin Strootman     |     |
| RW            | 11 | Jeremain Lens       |     |
| CF            | 19 | Jürgen Locadia      |     |
| LW            | 14 | Dries Mertens       | 85' |
| Cserék:       |    |                     |     |
| GK            | 1  | Przemysław Tytoń    |     |
| DF            | 5  | Erik Pieters        |     |
| FW            | 9  | Tim Matavž          | 79' |
| MF            | 10 | Georginio Wijnaldum | 68' |
| DF            | 18 | Timothy Derijck     |     |
| FW            | 22 | Memphis Depay       | 85' |
| MF            | 27 | Oscar Hiljemark     |     |
| Edző:         |    |                     |     |
| Dick Advocaat |    |                     |     |

| HOLLAND-KUPA 2012/13       |
| -------------------------- |
| AZ Alkmaar 4. kupagyőzelem |

## Fordulónként részt vevő csapatok
| Bajnokságok        | Első forduló                  | Második forduló               | Harmadik forduló              | Nyolcaddöntő                  | Negyeddöntő                   | Elődöntő                      | Döntő                         | Győztes                       |
| ------------------ | ----------------------------- | ----------------------------- | ----------------------------- | ----------------------------- | ----------------------------- | ----------------------------- | ----------------------------- | ----------------------------- |
| Eredivisie (1)     | nem vettek részt              | 18 (28%)                      | 13 (41%)                      | 10 (62,5%)                    | 7 (87,5%)                     | 4 (100%)                      | 2 (100%)                      | 1 (100%)                      |
| Eerste divisie (2) | nem vettek részt              | 18 (28%)                      | 09 (28%)                      | 04 (25%)                      | 1 (12,5%)                     | 1 (12,5%)                     | 1 (12,5%)                     | 1 (12,5%)                     |
| Topklasse (3)      | 32 (57%)                      | 17 (27%)                      | 06 (19%)                      | 02 (12,5%)                    | 02 (12,5%)                    | 02 (12,5%)                    | 02 (12,5%)                    | 02 (12,5%)                    |
| Hoofdklasse (4)    | 19 (34%)                      | 10 (16%)                      | 04 (13%)                      | 04 (13%)                      | 04 (13%)                      | 04 (13%)                      | 04 (13%)                      | 04 (13%)                      |
| Eerste klasse (5)  | idei kupában nem vettek részt | idei kupában nem vettek részt | idei kupában nem vettek részt | idei kupában nem vettek részt | idei kupában nem vettek részt | idei kupában nem vettek részt | idei kupában nem vettek részt | idei kupában nem vettek részt |
| Tweede Klasse (6)  | 04 (07%)                      | 01 (02%)                      | 01 (02%)                      | 01 (02%)                      | 01 (02%)                      | 01 (02%)                      | 01 (02%)                      | 01 (02%)                      |
| Derde Klasse (7)   | 01 (02%)                      | 01 (02%)                      | 01 (02%)                      | 01 (02%)                      | 01 (02%)                      | 01 (02%)                      | 01 (02%)                      | 01 (02%)                      |
| CSAPATOK SZÁMA     | 56                            | 64                            | 32                            | 16                            | 8                             | 4                             | 2                             | 1                             |

## Góllövőlista
A gólkirályi címet az AZ Alkmaar támadója, az amerikai Jozy Altidore szerezte meg.
| POS.                      | JÁTÉKOS                   | CSAPAT                    | GÓLOK |
| ------------------------- | ------------------------- | ------------------------- | ----- |
| 1                         | Jozy Altidore             | AZ Alkmaar                | 8     |
| 2                         | Viktor Elm                | AZ Alkmaar                | 5     |
| 2                         | Jürgen Locadia            | PSV Eindhoven             | 5     |
| 4                         | Benny Kleine              | ADO '20                   | 4     |
| 4                         | Jóhann Berg Guðmundsson   | AZ Alkmaar                | 4     |
| 4                         | Alfreð Finnbogason        | SC Heerenveen             | 4     |
| 4                         | Samuel Armenteros         | Heracles Almelo           | 4     |
| 4                         | Wilfried Bony             | Vitesse Arnhem            | 4     |
| 4                         | Fred Benson               | PEC Zwolle                | 4     |
| 10                        | Ivo Rigter                | Achilles '29              | 3     |
| 10                        | Adam Maher                | AZ Alkmaar                | 3     |
| 10                        | Peter de Lange            | vv Capelle                | 3     |
| 10                        | Lars Veldwijk             | FC Dordrecht              | 3     |
| 10                        | Lex Immers                | Feyenoord                 | 3     |
| 10                        | Joey Suk                  | Go Ahead Eagles           | 3     |
| 10                        | Everton Ramos da Silva    | Heracles Almelo           | 3     |
| 10                        | Sjoerd van der Waal       | Kozakken Boys             | 3     |
| 10                        | Kees Pier Tol             | vv Noordwijk              | 3     |
| 10                        | Teddy Chevalier           | RKC Waalwijk              | 3     |
| 10                        | Sandor van der Heide      | ONS Sneek                 | 3     |
| 10                        | Rob Mijnheer              | VV Staphorst              | 3     |
| 10                        | Kevin Vermeulen           | XerxesDZB                 | 3     |
| 10                        | Youness Mokhtar           | PEC Zwolle                | 3     |
| 24                        | 43 játékos                | 43 játékos                | 2     |
| 67                        | 170 játékos               | 170 játékos               | 1     |
| Öngólok                   | Öngólok                   | Öngólok                   | 4     |
| Összes gól:               | Összes gól:               | Összes gól:               | 344   |
| Összes mérkőzés:          | Összes mérkőzés:          | Összes mérkőzés:          | 91    |
| Mérkőzésenkénti gólátlag: | Mérkőzésenkénti gólátlag: | Mérkőzésenkénti gólátlag: | 3,8   |